# NGC 1529
NGC 1529 est une vaste galaxie lenticulaire vue par la tranche et située dans la constellation du Réticule. NGC 1529 a été découverte par l'astronome britannique John Herschel en 1826.

## Caractéristiques
Sa vitesse par rapport au fond diffus cosmologique est de 5 115 ± 33 km/s, ce qui correspond à une distance de Hubble de 75,5 ± 5,3 Mpc (∼246 millions d'al).

## Paire de galaxies?
Selon Soares et ses collègues, NGC 1529 et NGC 1534 forment une paire de galaxies.
Cependant, NGC 1534 serait selon A. M. Garcia la galaxie la plus brillante d'un trio dont NGC 1529 ne fait pas partie. Probablement que NGC 1529 ne répondait pas aux critères de regroupement de Garcia, ces critères variant d'un auteur à l'autre.